# Halet Çambel

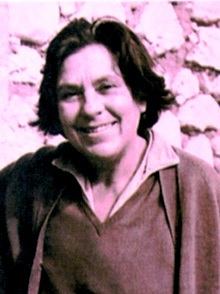
Halet Çambel

Halet Çambel (* 27. August 1916 in Berlin; † 12. Januar 2014 in Istanbul) war eine türkische Vorderasiatische Archäologin. Sie zählte zu den bedeutendsten Vertretern der Forschung auf dem Gebiet der Ur- und Frühgeschichte in der Türkei.

## Leben
Halet wurde 1916 als drittes Kind des Ehepaares Hasan Cemil Çambel und Remziye Çambel in Berlin geboren. Ihre Mutter war die Tochter des türkischen Botschafters in Berlin, İbrahim Hakkı Pascha. Ihr Vater war türkischer Militärattaché in Deutschland und ein Freund Atatürks. Nach dem Ersten Weltkrieg lebte die Familie einige Jahre in der Schweiz und in Österreich. Aufgrund der Besetzung des Osmanischen Reiches nach Kriegsende und nach dem Vertrag von Sèvres kehrte die Familie erst nach der Gründung der Republik in die Türkei zurück.
Die Mittel- und Sekundarstufe absolvierte Halet Çambel auf dem Mädchengymnasium in Arnavutköy. Seit dem Wohnortwechsel in diesen Stadtteil Istanbuls 1930 begann Çambel auch auf dem nahe gelegenen englischsprachigen Robert College Fechtsport zu trainieren. An der Pariser Sorbonne studierte sie Archäologie, vorderasiatische Sprachen und Ur- und Frühgeschichte, ein Fach, das in dieser Zeit in der Türkei von deutschen Gelehrten geprägt war.
Sie war weiterhin eine der ersten türkischen Frauen bei Olympischen Spielen, als sie im Jahre 1936 in Berlin als Fechterin antrat. Nach ihrer Rückkehr in die Türkei heiratete sie den Dichter und späteren Architekten Nail Çakırhan (1910–2008).
1940 begann sie an der Universität Istanbul an der Fakultät für Literatur als Assistentin zu arbeiten und erwarb dort den Doktortitel. Seit den 1940er Jahren arbeitete sie eng mit Kurt Bittel, dem Direktor des Deutschen Archäologischen Instituts in Istanbul zusammen. 
Anfang der 1950er Jahre beeinflussten die neuen Funde der antiken Hethiter-Stadt Karatepe in der Nähe von Kadirli, der Heimatstadt ihrer Familie in der Provinz Osmaniye, ihre Karriere maßgebend. Anfänglich Schülerin des deutschen Professors Helmuth Theodor Bossert, wirkte sie an den Ausgrabungen in Karatepe-Arslantaş und an der Entschlüsselung der hethitischen Sprache mit, die durch die am Karatepe gefundene Bilingue möglich wurde. 1957 bis 1960 entwickelte sie das erste türkische überdachte „Vor-Ort-Schutzmodell“ der Ausgrabungen in Karatepe-Arslantaş, indem sie erfolgreich gegen den Abtransport der tonnenschweren Statuen in ein Museum argumentierte. 
Halet Çambel übernahm 1960 den Lehrstuhl für Vorderasiatische Archäologie an der Universität Istanbul und war damit eine der ersten Professorinnen der Türkei überhaupt. 1962–63 war sie an der Universität Saarbrücken als Gastdozentin tätig. Sie erhielt zahlreiche Ehrungen, darunter den Ehrendoktor der Universität Tübingen und den Prinz-Claus-Preis, war ordentliches Mitglied des Deutschen Archäologischen Instituts, Ehrenmitglied der türkischen Akademie der Wissenschaften und gewähltes Mitglied der American Philosophical Society. Geehrt wurde sie im Rahmen der Ausstellung „Republic: New Individual, New Life“ in Istanbul.
Einen Eindruck von der Pionierleistung und von der Vorbildfunktion, die Halet Çambel für ganze Generationen von Studenten hatte, mag ein Zitat der dänisch-deutschen Ethnologin Ulla Johansen vermitteln. Çambel und Bahadır Alkım, ein weiterer ehemaliger Schüler von Bossert, hatten Johansen 1957 in unorthodoxer Weise geholfen, Kontakte mit den nomadischen Aydınlı für ihre Feldforschungen zu knüpfen:

„Halet und Bahadır fühlten sich verpflichtet, während der 4–5 jährlichen Grabungsmonate die Kinder des nahgelegenen Dorfes, aus dem auch ihre Arbeiter kamen, täglich drei Stunden zu unterrichten, denn es gab zu jener Zeit in den entlegenen kleinen Dörfern Südost-Anatoliens noch keine Schulen. Ebenso führten sie eine gesundheitliche Betreuung der Dorfbewohner durch. Viele Bauern kamen deshalb auch aus dem weiteren Umkreis auf die Grabung. Obwohl sie eine nur knapp vierzigjährige und gut aussehende Frau war, wurde Halet von den Bauern allgemein respektiert. Dass sie nie in zweideutige Situationen kam, lag an ihrem Auftreten: Sie trug bequeme Hosen und schlichte, hochgeschlossene Blusen, die ihre Oberarme voll bedeckten, dazu eine männlich wirkende Schirmmütze über dem kurzen Haarschnitt. Sie sagte den Bauern stets geradeheraus und unprätentiös, was sie meinte und beabsichtigte. Ich habe in der Folgezeit Halet kopiert und ebenfalls – im Gegensatz zu dem, was mir vorher über die männlichen Türken prophezeit worden war – auf dem Lande nie auch nur Anzüglichkeiten hören müssen.“

Zur Finanzierung der Ausgrabungen Ende der 1940er Jahre druckte Çambel mit Zustimmung der Verwaltung private Lotteriescheine und spendete die Hälfte des Erlöses an bedürftige Kinder und die Bücherei des Ortes.

## Veröffentlichungen (Auswahl)
- mit Güven Arsebük und Sönmez Kantman: Çok Dilli Arkeoloji Sözlüğü - Multilingual Dictionary of Archeological Terms Dictionnaire - Multilingue d'Archéologie - Mehrsprachiges Archäologisches Wörterbuch. Istanbul 1994.
- Karatepe-Aslantaş, the Inscriptions. (= Corpus of Hieroglyphic Luwian Inscriptions. Bd. 2), de Gruyter, Berlin/New York 1999.
- mit Aslı Özyar: Karatepe - Aslantaş. Azatiwataya. Die Bildwerke. Zabern, Mainz 2003.